# بيتلجوس (فلم)
بيتلجوس (بالإنجليزية: Beetlejuice) هو فيلم أمريكي كوميدي عن عائلة تواجه حياتها بعد الموت. من بطولة مايكل كيتون وأليك بالدوين وجينا ديفيس ووينونا رايدر. حقق الفيلم إيرادات وصلت لثمانين مليون دولار أمريكي رغم تكلفته المنخفضة. وفاز بجائزة أوسكار أفضل مكياج فني. وتم تحويله فيما بعد لمسلسل كارتون يحمل نفس الاسم. الفيلم من إخراج تيم برتون، وهو ثاني فيلم في قائمة أفلامه الطويلة.

## وصلات خارجية
- مقالات تستعمل روابط فنية بلا صلة مع ويكي بيانات